# مهرأباد (حومة بم)
مهرأباد (بالفارسية: مهرآباد) هي قرية تقع في إيران في منطقة مركزية ريفية. يقدر عدد سكانها بـ 114 نسمة بحسب إحصاء 2016.